# Sanaye Giti Pasand Futsal Club
Sanaye Giti Pasand Futsal Club – irański klub futsalowy z siedzibą w mieście Isfahan, obecnie występuje w najwyższej klasie rozgrywkowej Iranu. Jest sekcją futsalu w klubie sportowym Sanaye Giti Pasand FC.

## Sukcesy
- Klubowe Mistrzostwa AFC w futsalu (1): 2012
- Mistrzostwo Iranu (2): 2012/13, 2016/17